# Рок-Екзистенція
Рок-Екзистенція — всеукраїнський фестиваль рок-музики, який проводили у Києві з 1995 по 2005 роки. 

## Історія
Фестиваль проводили 1996, 1997, 1998, 1999, 2000, 2002, 2003, 2005 роках, а також концерт фестивалю відбувся у дні Помаранчевої революції (2004) на сцені Майдану. Критеріями відбору організатори фестивалю ставили професіоналізм, оригінальність та зв'язок з національною культурою.
В різні роки у фестивалі брали участь такі гурти, як «Воплі Відоплясова», «Друга ріка», «Кому вниз», «Крихітка Цахес», «Мандри», «Мертвий півень», «Океан Ельзи», «Перкалаба», «Плач Єремії», «Скрябін», «Тартак (гурт)» та інші.
Як зазначає Олег Скрипка,

| Рок Екзистенція принципово вирізняється на фоні всіх решти. І справа тут проста: на інших фестивалях є те, що називають шоу-бізнесом, чи просто — комерцією. Рок Екзистенція залишається єдиною сценою, яка намагається донести до слухача некомерційну музику — те, що насправді і є культурою, що не пов'язано з грішми чи соціальними питаннями. Будь-яке суспільство, в якому не розвивається андеґраундна чи просто рок-культура — вмирає, перетворюється в синтетичне. Мабуть, сьогодні треба побудувати якийсь осередок культури, який би об'єднав людей, що нормально мислять і дивляться в майбутнє, щоб були якісь зв'язки, певні джерела постійного фінансування, щоб були сподвижники. Ідея проста: розвивати молоду альтернативну українську культуру. І треба, щоб більше людей звертали на це увагу, більше цікавились цим |

## Учасники за роком

### 1996
Перший фестиваль відбувся в Національному виставковому центрі: Воплі Відоплясова, Кому Вниз, Плач Єремії, Актус, Вій, Брати Блюзу, Всяк Випадок. Гість фестивалю: Рік Вейкман (ex-Yes)

### 1997
Другий фестиваль відбувся також у Національному виставковому центрі: Бомбтрек, Дай мамі поспати, Аномалія, Заратустра, Некрополі, Джулія, Жандарми, Арахнофобія, DAT, Ох, Castle Hill, Nameless, Фактично Самі, Кабріолет Лісничого, Небесна Копалина, Партизан Форест, Крістофер Робін, Рокові Яйця, Мотор'ролла, Пірата Бенд, Стоп-Степ, Мертвий Півень, Всяк Випадок, Брати Блюзу, Плач Єремії, Воплі Відоплясова, Соу, Армада, Актус, Океан Ельзи, Кому Вниз. Гість фестивалю: Laibach.

### 1998
Третій фестиваль відбувся у музеї «Косий капонір»: Океан Ельзи, Мертвий Півень, Кому Вниз, Брати Блюзу, Армада, Плач Єремії.

### 1999
Четвертий фестиваль відбувся в Центрі культури НТУ «КПІ»: Годо, Крихітка Цахес, Лос Динамос, Далеко, Мотор'ролла, Небесна Копалина, DAT, Кому Вниз, Армада, Мертвий Півень, Плач Єремії.

### 2000
Щастя, Сбей пепелз, Фактично Самі, Вежа Хмар, Jack o'Lentern, Nameless, Есперанза, Далеко, Жандарми, Плач Єремії, Небесна Копалина, Крихітка Цахес, Друга Ріка, DAT, Вій, Армада, Лос Динамос, The ВЙО, Леся Герасимчук, Мандри, Кому Вниз, Мотор'ролла, Актус, Мертвий Півень.

### 2002
Воплі Відоплясова, Плач Єремії, Гайдамаки, Леся Герасимчук та Королівські зайці, Мертвий Півень, Jack o'Lentern, Крихітка Цахес, Чорний Вересень, DAT, Вій, Мандри, Кому Вниз, Тартак, Фаберже, Скрябін, Щастя, Гуцул Каліпсо, Перкалаба.

### 2003
Сьомий фестиваль відбувся в Центрі культури НТУ «КПІ»: Олег Скрипка, Леся Герасимчук та Королівські зайці, Гайдамаки, Крихітка Цахес, Квадраджесіма.

### 2004
Восьмий фестиваль відбувся на сцені Помаранчевої революції на Майдані Незалежності: Ті, що падають вгору, Мандариновий Рай, Інкунабула, Далі, Крихітка Цахес, Гуцул Каліпсо, Квадраджесіма, Щастя, Плач Єремії.

### 2005
Дев'ятий фестиваль відбувся на території НТУУ «КПІ», було три сцени. 
- Велика (Площа знань КПІ): Помаранч, Назад шляху немає, Мотор'ролла, Мандри, Гайдамаки, Воплі Відоплясова, Димна Суміш, Весняний Галас, Ті, що падають вгору, Гуцул Каліпсо, Крихітка Цахес, Перкалаба, Кому Вниз
- Акустична сцена (Центр культури КПІ): Щастя, The Moglass, Плач Єремії, Очеретяний Кіт, Леся Герасимчук та Королівські зайці, Мертвий Півень
- Неформатна сцена (Музейна алея КПІ): Оркестр Янки Козир, Фактично Самі, Борщ, Інкунабула, Армада, Esthetic Education.